# Хусни, Фатих
Фатих Хусни (тат. Фатих Хөсни; полное имя — Фатых Хуснутдинович Хуснутдинов, тат. Фатих Хөснетдин улы Хөснетдинов; 21 января [3 февраля] 1908, с. Большие Метески, Пановская волость, Лаишевский уезд, Казанская губерния (ныне — Тюлячинский район, Республика Татарстан) — 19 мая 1996, Казань) — татарский советский писатель, публицист, драматург, литературный критик. Лауреат Республиканской премии имени Габдуллы Тукая (1972).

## Биография

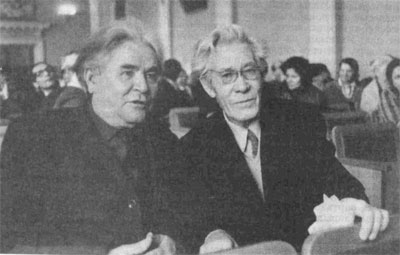
С Хасаном Туфаном

Фатих Хусни родился 21 января (3 февраля) 1908 года в семье крестьянина в селе Большие Метески Лаишевского уезда Казанской губернии. Начальное образование получил в сельском медресе. В 1924 году, после смерти матери, уехал в Казань, где поступил в четвёртый класс средней школы им. М.Вахитова. В школьные годы начинает писать стихотворения. В 1927 году опубликовано первое стихотворение «Мир прекрасен» в журнале «Безнең юл» (ныне — «Казан утлары»). В 1929 году вышла первая книга — четырехактная пьеса «Усаллар» («Злые»).
В 1929 году поступил на экономический факультет Казанского государственного университета (КГУ). После его реорганизации окончил в 1933 году экономический факультет Казанского государственного финансово-экономический института (КГФЭИ). В 1933 году призван в Красную Армию, где работал военным корреспондентом в специальном батальоне Первой Казанской стрелковой дивизии. После службы работал в Министерстве финансов Татарской АССР. Во время Великой Отечественной войны работал военным корреспондентом фронтовой газеты «Сталинское знамя». В 1955–1957 годы — ответственный секретарь правления Союза писателей ТАССР.
В 1972 году за книгу «Гильмениса и ее соседи» («Гыйльмениса һәм аның күршеләре») Фатих Хусни получил Государственную премию ТАССР имени Г. Тукая. В 1993 году удостоен звания «Народный писатель Республики Татарстан».
19 мая 1996 года после продолжительной болезни умер в Казани, похоронен на кладбище Ново-Татарской слободы.

## Творчество
В творчестве военных лет у Фатиха Хусни в той или иной форме находит воплощение тема Отечественной войны, тема подвигов советского народа. Особенно выделяется среди них повесть «Перстень» («Йөзек кашы», 1942 г.).
В послевоенные годы Фатих Хусни написал множество своих известных произведений:
- «Начало лета» («Җәй башы», 1953 г.)
- «Любовь под звездами» («Авыл өстендә йолдызлар», 1955 г.)
- «Тропа пешехода» («Җәяүле кеше сукмагы», 1957 г.)
- «Год тридцатый» («Утызынчы ел», 1962 г.)
- «Гильмениса и ее соседи» («Гыйльмениса һәм анын күршеләре», 1968 г.)
- «Повесть о весёлом старике» («Картая белмәс картлык», 1977 г.) и другие.

Фатих Хусни работал и в драматургическом жанре. Его пьесы «Годы и пути» («Еллар һәм юллар», 1956 г.) и «Братья Тагировы» («Бертуган Таһировлар», 1965 г.) ставились на сцене Татарского академического театра имени Г.Камала и с успехом были восприняты зрителями.

## Награды и звания
- Орден Трудового Красного Знамени (1968)
- Орден «Знак Почёта» (1957)
- «Народный писатель Республики Татарстан» (1993)
- Республиканская премия имени Габдуллы Тукая (1972)

## Память
В 1996 году Министерством культуры Республики Татарстан и Союзом писателей Республики Татарстан была учреждена литературная премия имени Фатыха Хусни. Премия вручается ежегодно по решению правления Союза писателей РТ.